# Michelangelo (virus)
Virus Michelangelo je računalniški virus. Programiran je tako, da se sproži 6.marca, na dan rojstva slavnega italijanskega umetnika Michelangela. Briše vsebine trdih diskov, ocenjeno je da je uničil 5000 do 10000 računalnikov. Odkrit je bil leta 1991 v Avstraliji.